# Junco do Seridó
Junco do Seridó is een gemeente in de Braziliaanse deelstaat Paraíba. De gemeente telt 6.731 inwoners (schatting 2009).